# Lennart Thy
Lennart Thy (* 25. Februar 1992 in Frechen) ist ein deutscher Fußballspieler. Er gilt als dynamischer und robuster Mittelstürmer, kann aber auch im Mittelfeld und als Linksverteidiger eingesetzt werden. Er steht in  Singapur bei den Lion City Sailors unter Vertrag. Darüber hinaus ist Thy ehemaliger deutscher Nachwuchsnationalspieler.

## Karriere

### Vereine
Thy wurde in Frechen geboren. Er begann mit dem Fußballspielen in seiner Geburtsstadt bei Viktoria Frechen. Bei diesem Verein blieb er jedoch nur ein Jahr und zog danach nach Norden um, wo er beim FC, dem PSV und dem JFV spielte. 2007 folgte der Wechsel in die Jugendabteilung von Werder Bremen, für die er in der U-17- und A-Junioren-Bundesliga zum Einsatz kam. Als er noch Teil des jüngeren Jahrgangs der A-Jugend war, gab er wenige Tage nach seinem 18. Geburtstag sein Profiligadebüt beim Heimspiel der Reservemannschaft Werders gegen Holstein Kiel in der 3. Liga. Beim 6:1-Sieg wurde er in der 78. Minute beim Stand von 5:1 für Dominik Schmidt eingewechselt und schoss selbst den letzten Treffer der Partie.
Am 24. November 2010 machte Thy bei der 0:3-Auswärtsniederlage gegen Tottenham Hotspur in der Champions League sein erstes Pflichtspiel für die Bundesligamannschaft der Bremer. Im weiteren Verlauf der Saison kam er noch zu zwei Einsätzen in der Bundesliga.
Thy absolvierte die Vorbereitung zur Saison 2011/12 mit der Bremer Profimannschaft und wurde trotz Konkurrenten wie Marko Arnautović in Testspielen regelmäßig als Stürmer aufgeboten, meist neben Markus Rosenberg. Für seine Leistungen wurde er von Trainer Thomas Schaaf gelobt. Eine Verbesserung sah Schaaf insbesondere bei Thys Chancenverwertung.
Nach der guten Vorbereitung wurde Thy zu Anfang der Saison auch in Pflichtspielen eingesetzt, als Claudio Pizarro wegen einer Verletzung ausfiel. Wie in der Vorbereitung war sein Sturmpartner Markus Rosenberg. Am zweiten Spieltag der Bundesligasaison wurde Thy jedoch in der 61. Minute ausgewechselt. Zuvor hatte er eine klare Torchance vergeben. Danach spielte er in der Profimannschaft der Bremer keine Rolle mehr. Ein Grund dafür sollen schlechtere Leistungen im Training gewesen sein, außerdem war Pizarro wieder einsatzbereit. Thomas Wolter, der Trainer der Bremer U-23-Mannschaft, erklärte, Thy befände sich in einer „Phase, in der nichts mehr geht“, und die bei einem jungen Spieler „nichts ungewöhnliches“ sei. Er schaffte es jedoch nicht, sich erneut in die Mannschaft zu spielen. Im weiteren Saisonverlauf kam Thy nur noch auf einen Kurzeinsatz. Zum Ende der Saison wurde ihm vom Verein eine Verlängerung des auslaufenden Vertrags angeboten, die mit einer Ausleihe verknüpft werden sollte. Dieses Angebot lehnte er jedoch ab. Am 3. Mai 2012 gab der SV Werder Bremen bekannt, dass Thy den Verein verlassen werde.
Zur Saison 2012/13 wechselte Thy zum FC St. Pauli. Am 9. November 2015 erzielte er beim 4:0-Sieg des FC St. Pauli im Zweitligaspiel gegen Fortuna Düsseldorf alle vier Tore. Sein Vertrag lief bis zum 30. Juni 2016.
Zur Saison 2016/17 kehrte Thy zu Werder Bremen zurück. Er erhielt im Januar 2016 einen bis zum 30. Juni 2019 laufenden Vertrag. Am 24. September 2016 erzielte er beim 2:1-Sieg über den VfL Wolfsburg sein erstes Bundesligator.
Zum 1. Januar 2017 kehrte Thy auf Leihbasis bis zum Saisonende zum FC St. Pauli zurück. Nach 15 Einsätzen, in denen er zwei Treffer erzielte, verließ er den Verein wieder.
Zu Beginn der Sommervorbereitung 2017 wurde Thy aus dem Bundesligakader von Werder Bremen gestrichen. Am 19. Juli 2017 wechselte er bis zum Ende der Saison 2017/18 auf Leihbasis zum niederländischen Erstliga-Aufsteiger VVV-Venlo. Dort kam er in 32 Ligaspielen zum Einsatz und erzielte sieben Treffer
Anfang Juli 2018 kehrte Thy nach Bremen zurück und wurde in das Training der zweiten Mannschaft integriert. Nach einigen Trainingseinheiten wechselte er am 21. Juli 2018 zum türkischen Erstliga-Aufsteiger Büyükşehir Belediye Erzurumspor.
Nach einer Vertragsauflösung zum Jahresende schloss er sich im Januar 2019 dem niederländischen Erstligisten PEC Zwolle an, bei dem er einen Vertrag mit einer Laufzeit bis zum 30. Juni 2020 erhielt. Bei Zwolle war Thy Stammspieler und absolvierte wettbewerbsübergreifend 43 Pflichtspiele, in denen ihm 17 Tore sowie drei Assists gelangen; zeitweise führte er die Mannschaft auch als Kapitän an. Im Anschluss an die Saison 2019/20, die aufgrund der COVID-19-Pandemie verfrüht beendet worden war, unterschrieb der Angreifer Mitte Mai 2020 einen ab der Folgesaison gültigen Zweijahresvertrag beim Ligakonkurrenten Sparta Rotterdam. Dort gelangen ihm in der folgenden Saison 2020/21 in 34 Einsätzen 14 Treffer; in der anschließenden Spielzeit 2021/22 in ebenfalls 34 Spielen noch fünf Tore. Im Sommer 2022 verließ er den Verein und schloss sich erneut dem PEC Zwolle an, der zwischenzeitlich in die zweite Liga abgestiegen war. Dort trug er 2022/23 mit 23 Toren sowie sechs Torvorlagen in 36 Einsätzen zum Wiederaufstieg des Vereins zurück in die Eredivisie bei und wurde zudem Torschützenkönig der Liga. In der Saison 2023/2024 war Lennart Thy weiterhin eine wichtige Stütze für PEC Zwolle, er erzielte 13 Tore in 32 Spielen. Lennart Thy wechselte im Mai 2024 zu den Lion City Sailors in Singapur. Der Wechsel wurde durch eine sehr gute Ablösesumme ermöglicht, die PEC Zwolle nicht ablehnen konnte. Hier erlangte er 2025 mediale Aufmerksamkeit als "aktuell bester deutscher Torjäger weltweit". Am Ende der Saison 2024/25 feierte er mit den Sailors die Meisterschaft. Am 18. Mai 2025 bestritt er mit den Sailors das Finale der AFC Champions League Two. Hier musste man sich im heimischen Bishan Stadium dem Sharjah FC mit 1:2 geschlagen geben. Am 31. Mai 2025 stand er mit den Sailors im Endspiel des Singapore Cup. Das Finale gegen die Tampines Rovers gewann man mit durch ein Tor von Bart Ramselaar mit 1:0.

### Nationalmannschaft
Seinen Einstand im Nationaltrikot hatte Thy 2008 in einem Freundschaftsspiel der U-16-Auswahl gegen Irland. Insgesamt lief er für dieses Team viermal auf, blieb aber ohne Torerfolg. In der U-17-Nationalmannschaft entwickelte er sich dann zum Leistungsträger und nahm 2009 an der Europameisterschaft und der Weltmeisterschaft teil. Bei der EM gewann er mit seinen Mitspielern den Titel und wurde zusammen mit dem Niederländer Luc Castaignos mit drei Treffern bester Torschütze des Turniers. Unter anderem erzielte er im Finale den Treffer zum 1:1. Bei der WM traf er ebenfalls dreimal, scheiterte aber im Achtelfinale am späteren Sieger Schweiz mit 3:4 nach Verlängerung. Nach den beiden Turnieren endete seine Zeit bei der U 17, für die er in 26 Spielen 15 Tore geschossen hatte, und er rückte in die U-18-Auswahl auf. Im Jahr 2009 kam er zu vier Einsätzen in der U-18-Nationalmannschaft, bei denen ihm vier Tore gelangen. Zwischen 2010 und 2011 erzielte er drei Tore in acht Spielen für die U-19-Nationalmannschaft, und zwischen 2011 und 2012 kam er noch zu sechs Einsätzen in der U-20-Nationalmannschaft, bei denen ihm ein Tor gelang.

## Sonstiges
Am 13. Mai 2022 schoss Thy sein 40. Tor in der Eredivisie und verbesserte damit den 59 Jahre alten Rekord von Helmut Rahn, der bis dahin mit 39 Toren der deutsche Spieler mit den meisten Toren in der ersten Liga der Niederlande war. Bis Februar 2024 konnte er diesen Rekord auf 49 Tore ausbauen.
Thy spendete während seiner Zeit bei der VVV-Venlo im März 2018 als registrierter Stammzellenspender Blut an einen an Leukämie Erkrankten, um diesem eine Therapie zu ermöglichen.

„Wir sind stolz auf Lennart Thy und diese besondere Hilfsbereitschaft, denn manchmal ist der Fußball dann doch nur reine Nebensache.“

Dafür erhielt er unter anderem den FIFA-Fairplay-Preis 2018.

## Erfolge

### Verein
Lion City Sailors
- Singapurischer Meister: 2024/25
- Singapore Cup-Sieger: 2025
- AFC Champions League Two: 2024/25 (Finalist)

### Nationalmannschaft
- U-17-Europameister: 2009
- Staffelsieger in der U-19-Bundesliga Nord/Nordost: 2009

## Persönliche Auszeichnungen
- Torschützenkönig der Eerste Divisie: 2023 (23 Tore)
- Goldener Schuh der U17-Europameisterschaft als bester Torschütze: 2009
- Torschützenkönig der U17-Bundesliga: 2009
- FIFA-Fairplay-Preis 2018